# 小林政広
小林 政広（こばやし まさひろ、1954年（昭和29年）1月6日 - 2022年（令和4年）8月20日）は、日本の映画監督、脚本家。映画製作会社モンキータウンプロダクション代表。
1970年代頃は高田渡に師事し、林ヒロシという名でフォークシンガーをしており、脚本家時代には小林宏一名義での作品もある。

## 来歴
東京都文京区本郷生まれ。学習院高等科卒。
『痛快!婦警候補生やるっきゃないモン!』などのテレビの脚本家を経て1980年代後半からピンク映画の脚本を執筆。サトウトシキ監督らと組んで数々の話題作を生み出し、名脚本家として名を高めた。並行して『これでいいのだ』『おごるな上司！』などのNHKドラマ脚本も多数執筆している。
1996年（平成8年）に『CLOSING TIME』で映画監督としてデビューし、映画製作会社モンキータウンプロダクション設立。
1999年（平成11年）の『海賊版＝BOOTLEGがいい？ FILM』、2000年（平成12年）の『KOROSHI／殺し』、2001年（平成13年）の『歩く、人』と3年連続でカンヌ国際映画祭に出品。
イラクで起きた日本人人質事件に着想を得た2005年（平成17年）の作品『バッシング』はカンヌ国際映画祭コンペティション部門出品後、東京フィルメックスで最高賞を、テヘラン・ファジル国際映画祭では審査員特別賞を受賞。
2007年（平成19年）の第60回ロカルノ国際映画祭（スイス）においては、監督・脚本・主演を務めた『愛の予感』が最高賞の金豹賞はじめ4賞同時受賞の快挙を果たす。
2008年以降ロッテルダム国際映画祭、ブエノスアイレス映画祭、リオデジャネイロ映画祭、ノルウェーシネマテークで彼の特集上映が行なわれるなど特に海外での評価が高い。
2010年（平成22年）淡島千景の最後の出演作となった『春との旅』では、毎日映画コンクール日本映画優秀賞はじめ、フランスでの観客賞、スペインでの最優秀監督賞ほか国内外で賞を獲得。第60回ロカルノ国際映画祭、第24回東京国際映画祭、第13回全州国際映画祭ではコンペティション部門の審査委員も務めた。
2013年（平成25年）には年金不正受給問題に驚愕し、自らの遺書を書くように脚本を生み出したと語った、仲代達矢主演の『日本の悲劇』が公開。同年、韓国 全州国際映画祭の名物企画でもあるJeonju Digital Project（三人三色）による短編作品『逢う時は他人』を発表。
2015年（平成27年）にはスウェーデンの劇作家ストリンドベリが1901年に発表した戯曲『死の舞踏』で、仲代達矢、益岡徹、白石加代子と試行錯誤しながらも、朗読劇の演出にも初挑戦。
2016年（平成28年）には仲代達矢を主演に迎えた三作目となる『海辺のリア』を完成させる。2017年（平成29年）6月3日公開。
2022年（令和4年）8月20日、横行結腸がんのため、東京都内の自宅で死去。68歳没。
これまでに発表した映画作品のほとんどが彼のオリジナル企画であり、脚本、プロデュースも務めている。15歳の時、フランソワ・トリュフォー監督のカンヌ映画祭 監督賞受賞作『大人は判ってくれない』（1959）に衝撃を受け映画監督になることを決意した。

## 監督作品
| 作品名              | 公開年 | 出演者                                                                                            | 外部サイト    |
| ------------------- | ------ | ------------------------------------------------------------------------------------------------- | ------------- |
| CLOSING TIME        | 1996年 | 深水三章／中原丈雄／夏木マリ／北村一輝 他                                                         | [ 4 ]         |
| 海賊版=BOOTLEG FILM | 1998年 | 柄本明／椎名桔平／北村一輝／舞華 他                                                               | [ 5 ]         |
| 一週間 愛欲日記     | 2000年 | 葉月蛍／川瀬陽太                                                                                  | [ 6 ]         |
| KOROSHI／殺し       | 2000年 | 石橋凌／緒形拳／大塚寧々／光石研／深水三章 他                                                     | [ 7 ] [ 8 ]   |
| 歩く、人            | 2001年 | 緒形拳／香川照之／大塚寧々／林泰文／占部房子 他                                                   |               |
| 暗黒牙狼街 BOSS     | 2001年 | 加勢大周／白竜／松方弘樹／長宗我部陽子                                                            | [ 9 ]         |
| STONED TOWN         | 2002年 | Akeboshi／市川実和子 他                                                                           | [ 10 ]        |
| 女理髪師の恋        | 2003年 | 北村一輝／荻野目慶子／佐藤二朗／林泰文／竹中直人 他                                               |               |
| フリック            | 2004年 | 香川照之／田辺誠一／大塚寧々／田中隆三／占部房子／高田渡 他                                       | [ 11 ] [ 12 ] |
| バッシング          | 2005年 | 占部房子／田中隆三／大塚寧々／香川照之 他                                                         |               |
| 幸福                | 2006年 | 石橋凌／桜井明美／香川照之／村上淳／橘実里／柄本明 他                                             |               |
| 気仙沼伝説          | 2006年 | 鈴木京香／杉本哲太／國村隼／倍賞美津子／渡辺真起子／岸部一徳／香川照之 他                         | [ 13 ]        |
| 愛の予感            | 2007年 | 渡辺真起子／小林政広                                                                              |               |
| 白夜                | 2009年 | 眞木大輔（MAKIDAI）／吉瀬美智子                                                                   |               |
| ワカラナイ          | 2009年 | 小林優斗／柄本時生／渡辺真起子／小澤征悦／宮田早苗／角替和枝／ベンガル 他                         |               |
| 春との旅            | 2010年 | 仲代達矢／徳永えり／大滝秀治／菅井きん／淡島千景／田中裕子／小林薫／柄本明／香川照之／戸田菜穂 他 |               |
| ギリギリの女たち    | 2012年 | 渡辺真起子／中村優子／藤真美穂                                                                    |               |
| 逢う時は他人        | 2013年 | 中村優子／本多菊雄／小林政広                                                                      |               |
| 日本の悲劇          | 2013年 | 仲代達矢／北村一輝／大森暁美／寺島しのぶ                                                          | [ 14 ]        |
| 海辺のリア          | 2016年 | 仲代達矢／黒木華／原田美枝子／小林薫／阿部寛                                                      | [ 15 ]        |

## 脚本作品

### 映画
- 『名前のない黄色い猿たち』(1982) 第8回 城戸賞受賞作品（未映画化）
- 『獣』(1988)　　　　　　　　　　（監督：サトウトシキ）
- 『鍵のある風景』(1988)　　　　　（監督：サトウトシキ）
- 『おいしい水の作り方』(1989)   　（監督：サトウトシキ）
- 『禁止区域』(1989)　　　　　　　（監督：サトウトシキ）
- 『異常者たちの夜』(1990)　　　　 (監督：サトウトシキ)
- 『古川敏夫の遅く来た青春』(1991)（監督：サトウトシキ）
- 『単純な話』(1992)　　　　　　　（監督：サトウトシキ）
- 『投稿ビデオ』(1992)　　　　　　（監督：サトウトシキ）
- 『ナオミ』(1993)　　　　　　　　（監督：サトウトシキ）
- 『タンデム』(1994)　　　　　　　（監督：サトウトシキ）
- 『河原崎家の一族』(1995)　　　　（監督：サトウトシキ）
- 『キリング・エンジェル 夢犯』(1995)（監督：金澤克次）
- 『ルナティック』(1995)　　　　　（監督：サトウトシキ）
- 『ロマンティックマニア』(1996)　（監督：サトウトシキ）脚本協力
- 『不倫日記』(1996)　　　　　　　（監督：サトウトシキ）
- 『奥さまはゆうれい』(1996)　　　（監督：サトウトシキ）
- 『夢の後始末』(1996)　　　　　　（監督：サトウトシキ）
- 『団地妻』(1997)　　　　　　　　（監督：サトウトシキ）
- 『赤い犯行』(1997)　　　　　　　（監督：上野俊哉）
- 『白衣いんらん日記』(1997)　　　（監督：女池充）
- 『迷い猫』(1998)　　　　　　　　（監督：サトウトシキ）
- 『空色のクレヨン』(1998)　　　　（監督：上野俊哉）
- 『今宵かぎりは… 』(1999)　　　　（監督：サトウトシキ）
- 『涙くんさよなら』(1999)　　　　（監督：サトウトシキ）
- 『空色のクレヨン2』(1999)　　　（監督：上野俊哉）
- 『みちのく温泉逃避行』(1999)　　（監督：サトウトシキ）
- 『団地妻不倫でラブラブ』(2000)　（監督：サトウトシキ）
- 『一週間』(2000)　　　　　　　　（監督：小林政広）
- 『兄嫁エピソードI』(2000)　　　　（監督：上野俊哉）
- 『青空』(2000)　　　　　　　　　（監督：サトウトシキ）
- 『新・兄嫁』(2001)　　　　　　　（監督：上野俊哉）
- 『団地の奥さん同窓会へ行く』(2004)（監督：サトウトシキ）
- 『でらしね』(2004)　　　　　　　（監督：中原俊）
- 『帰郷』 (2020)　　　　　　　　  （監督：杉田成道）

### 舞台
- 『死の舞踏』2014（共同脚本：笹部博司）仲代達矢・白石加代子・益岡徹/メジャーリーグ

### テレビ
- 『伊賀野カバ丸』（アニメ）（1983年-1984年、日本テレビ） - 小林宏一名義
- 『噂のポテトボーイ』（1983年-1984年、TBS）
- 『はーいステップジュン』（アニメ）（1985年-1986年、朝日放送）
- 『浮世床1990』（新鋭ドラマシリーズ）（1986年、TBS）
- 『夢工場』（1986年、TBS）
- 『陽あたり良好!』第6話（アニメ）（1987年、フジテレビ）
- 『痛快!婦警候補生やるっきゃないモン!』（1987年、テレビ朝日）
- 『未亡人は18才』（1987年、テレビ朝日）
- 『アメリカ・キャンピングカーの旅』（1987年、TBS）
- 『しあわせ志願』（銀河テレビ小説）（1988年、NHK）
- 『南十字星に賭けた女』（1988年、日本テレビ）
- 『雨の中の女』（1988年、日本テレビ）
- 『漫画で楽しむ枕草子』（1988年、NHK）
- 『漫画で読む枕草子』（1988年、NHK）
- 『再会』（短編ドラマシリーズ「ふるさと」）（1988年、NHK）
- 『ヘイ!あがり一丁』（1989年、フジテレビ）
- 『七つの顔の女』（1989年、ABC）
- 『クロワッサン症候群』（1989年、TBS）
- 『フランス革命200年祭』（1989年、TBS）
- 『保証人』（月曜・女のサスペンス）（1989年、テレビ東京）
- 『田園調布の玉の輿』（火曜スーパーワイド）（1989年、ABC）
- 『別れを告げにきた男』1990（男と女のミステリー）（1990年、フジテレビ）
- 『日本一のカッ飛び男』（1990年、フジテレビ）
- 『ポケットから愛』（1990年、CBC）
- 『天竜川殺人事件』（月曜・女のサスペンス）（1990年、テレビ東京）
- 『刑事貴族』（1990年、日本テレビ）
- 『殺意の地下森林』（月曜・女のサスペンス）（1990年、テレビ東京）
- 『新・ダウンタウン探偵組』（1991年、ABC）
- 『情報オペラグラス』（1991年、TBS）
- 『ハイスクール大脱走』（1991年、テレビ東京）
- 『もっともあぶない夫婦』（1991年、CBC）
- 『日曜恐怖劇場』（1991年、テレビ東京）
- 『彼女が愛した男』（月曜女のサスペンス）（1991年、テレビ東京）
- 『刑事貴族2』（1991年、日本テレビ）
- 『ママ、愛してる?』（東芝日曜劇場）（1991年、CBC）
- 『I LOVE SMAP!』（1991年、テレビ東京）
- 『そこではお静かに』（世にも奇妙な物語）（1991年、フジテレビ）
- 『君の名は』46週～49週（連続テレビ小説）（1991年、NHK）
- 『熱い胸さわぎ 第1章』（1992年、TBS）
- 『真夏の刑事』（1992年、テレビ朝日）
- 『とびっきり、青春』（1993年、CBC）
- 『帰ってきちゃった』（銀河テレビ小説）（1993年、NHK）
- 『彼女が泊まった見合いの朝』（1993年、ABC）
- 『結婚不安症候群』（月曜女のサスペンス）（1993年、関西テレビ）
- 『青春オフサイド!女教師と熱血イレブン』（1993年、朝日放送）
- 『女神がボクに微笑んで』（東芝日曜劇場）（1993年、CBC）
- 『これでいいのだ』（銀河テレビ小説）（1994年、NHK）
- 『みちのく温泉逃避行』（1994年、CBC）
- 『八神くんの家庭の事情』（1994年-1995年、ABC）
- 『ワイン殺人事件25歳の夏』（ドラマ新銀河）（1995年、NHK）
- 『おごるな上司!』（1996年、NHK BS-2）
- 『馬美術・その故郷』（1998年、テレビ東京）
- 『果し合い』（原作：藤沢周平）（2015年、時代劇専門チャンネル・スカパー・松竹）
- 『立花登青春手控え』（原作：藤沢周平）（2016年、NHK BSプレミアム）
- 『立花登青春手控え2』（原作：藤沢周平）（2017年、NHK BSプレミアム）

## 受賞歴
『CLOSING TIME』
- 1997年　ゆうばり国際ファンタスティック映画祭 ヤング・ファンタスティック・グランプリ部門グランプリ

『海賊版＝BOOTLEG FILM』
- 1999年　第52回 カンヌ国際映画祭　「ある視点部門」正式出品作品

『KOROSHI／殺し』
- 2000年　第53回カンヌ国際映画祭　「監督週間」正式出品作品

『歩く、人』
- 2001年　第54回カンヌ国際映画祭　「ある視点部門」正式出品作品

『女理髪師の恋』
- 2003年　ロカルノ国際映画祭 特別表彰

『バッシング』
- 2005年　第58回カンヌ国際映画祭　コンペティション部門正式出品
- 2005年　東京フィルメックス 最優秀作品賞
- 2006年　ファジル国際映画祭 審査員特別賞

『愛の予感』
- 2007年　第60回ロカルノ国際映画祭 金豹賞（グランプリ）／国際芸術映画評論連盟賞／ヤング審査員賞／ダニエル・シュミット賞

『ワカラナイ』
- 2009年　第62回ロカルノ国際映画祭コンペティション部門正式出品作品

『春との旅』
- 2011年　ウズール国際映画祭 観客賞／グラナダ国際映画祭 監督賞／毎日映画コンクール 日本映画優秀賞

『ギリギリの女たち』
- 2011年　第24回東京国際映画祭　特別上映「震災を越えて」出品作品
- 第41回ロッテルダム国際映画祭　正式出品作品
- 第31回全州（チョンジュ）国際映画祭　正式出品作品
- 第7回大阪アジアン映画祭　正式出品作品

『日本の悲劇』
- 2013年　バンガロール国際映画祭 栄誉賞／ウズール国際映画祭 審査員特別賞

『海辺のリア』
- 2018年　高崎映画祭　最優秀監督賞／最優秀主演男優賞／最優秀助演女優賞

## 書籍
- 神楽坂映画通り（1999年 ケイエスエス刊）
- 映画監督小林政広の日記（2006年 キネマ旬報社刊）
- 春との旅（2010年 毎日新聞社刊）